# Sydney Gallonde
Sydney Gallonde, né le 16 mars 1983, est un producteur français, président de Make It Happen Studio, qu'il a créé en 2016.

## Biographie
Sydney Gallonde commence sa carrière en travaillant sur des programmes de contenu de marque dans des agences telles que TBWA, Carat, Omnicom fuse ou encore Havas[source secondaire souhaitée]. Acteur sur le marché audiovisuel depuis 2006, il a travaillé dans différents domaines tels que la communication ou la fiction dans de groupes comme Elephant & Cie, Canal +, 39 Productions, Andetcetera, VAB Productions - JLA Groupe[source secondaire souhaitée]. Ces divers postes lui ont permis de travailler avec TF1, M6, Canal+ et France 3[source secondaire souhaitée].
En 2014, il adapte le best-seller d'Harlan Coben, Une chance de trop, pour TF1, toute première adaptation TV de l'auteur. Une chance de trop est exportée dans plus de 64 pays[source secondaire souhaitée].
Il travaille par la suite sur d'autres productions et co-productions. Sydney Gallonde créé ensuite « Make It Happen Studio », une société de production audiovisuelle indépendante avec le soutien de son partenaire « Alliance Entreprendre », société de Private Equity Filiale du groupe Natixis[source secondaire souhaitée]. 
En 2017, il produit une deuxième adaptation du livre d'Harlan Coben, Juste un Regard pour TF1, ainsi que de La Faute de Paula Daly pour M6[source secondaire souhaitée]. 
En 2022, Make It Happen Studio a produit ses 2 premières coproductions internationales : La Jeune Fille et La Nuit (The Reunion), première adaptation TV du bestseller de Guillaume Musso, avec Ioan Gruffudd, en coproduction avec France TV, RAI, ZDF (L'Alliance Européenne) et distribuée par MGM ; ainsi que "Last Light", avec Matthew Fox, en coproduction avec MGM pour NBC Peacock, Viaplay, Stan et MBC[source secondaire souhaitée]. 
Côté français, sera diffusé prochainement l’unitaire "Le Colosse aux pieds d'argile", en coproduction avec Shoot Again Productions pour TF1, dont le rôle-titre est interprété par Éric Cantona.
Sydney Gallonde est vice-président de la commission fiction et animation du CNC[source secondaire souhaitée], membre d'UniFrance[source secondaire souhaitée], membre de jury pour International Emmy awards[source secondaire souhaitée], C21 Rose d'Or awards[source secondaire souhaitée], Festival de la Fiction TV de La Rochelle[source secondaire souhaitée] et MipTV drama series[source secondaire souhaitée].

## Filmographie

### Producteur et scénariste
- 2010 - 2011 : Victoire Bonnot, trois premiers épisodes

### Producteur
- 2012 : Chez Victoire
- 2013 : La Disparue du Pyla[4]
- 2014 : Une chance de trop, adaptation du roman d'Harlan Coben[5].
- 2017 : Juste un Regard , adaptation du roman d'Harlan Coben[6].
- 2018 : La Faute, adaptation du roman de Paula Daly[7].
- 2022: Last Light, adaptation du roman d'Alex Scarrow
- 2022: La jeune fille et la nuit, adaptation du roman de Guillaume Musso
- 2023: Le colosse aux pieds d'argile de Stéphanie Murat